# Giv'at Masu'a
Giv'at Masu'a (hebrejsky גבעת משואה‎, doslova Vrch Strážných Světel) je městská čtvrť v jihozápadní části Jeruzaléma v Izraeli.

## Geografie
Leží v nadmořské výšce necelých 800 metrů, přibližně 6,5 kilometrů jihozápadně od Starého Města. Na východě a na jihu s ní sousedí Jeruzalémská biblická zoo ve čtvrti Malcha, na severu Ir Ganim. Společně s okolními čtvrtěmi Ir Ganim a Kirjat Menachem se nachází na jižním svahu pahorku, který spadá prudce do údolí vádí Nachal Refa'im lemovaného strmými svahy Reches Lavan, kam směřuje i boční vádí Nachal Manachat. Po dně údolí vede železniční trať Tel Aviv – Jeruzalém. Jeho protější svah již leží za zelenou linií, tedy na území okupovaném od roku 1967. Populace čtvrti je židovská.

## Dějiny
Vznikla v 90. letech 20. století jako nová čtvrť pro střední a vyšší střední třídu. První obyvatelé se sem nastěhovali roku 1996. Výhledově má zástavba pokrýt celý svah. Populaci tvoří sekulární i nábožensky sionistické rodiny.